# Vinh
Vinh es una ciudad en Vietnam. Se encuentra en el norte del país, y es la capital de la provincia de Nghe An. El 5 de septiembre de 2008, Vinh fue ascendida a ciudad grado I, siendo la cuarta de Vietnam con dicho status después de Hai Phong, Da Nang y Hué. Tiene 490.971 habitantes.
La economía de Vinh es en gran medida dependiente del sector de servicios, que da empleo a cerca del 55% de la población activa. El sector industrial le sigue con alrededor del 30% de empleo y la agricultura, la silvicultura, y la pesca (alrededor del 15%). Vinh es un importante centro de transporte, con una posición clave en la ruta que une el norte y el sur del país, siendo también un puerto de relevancia.

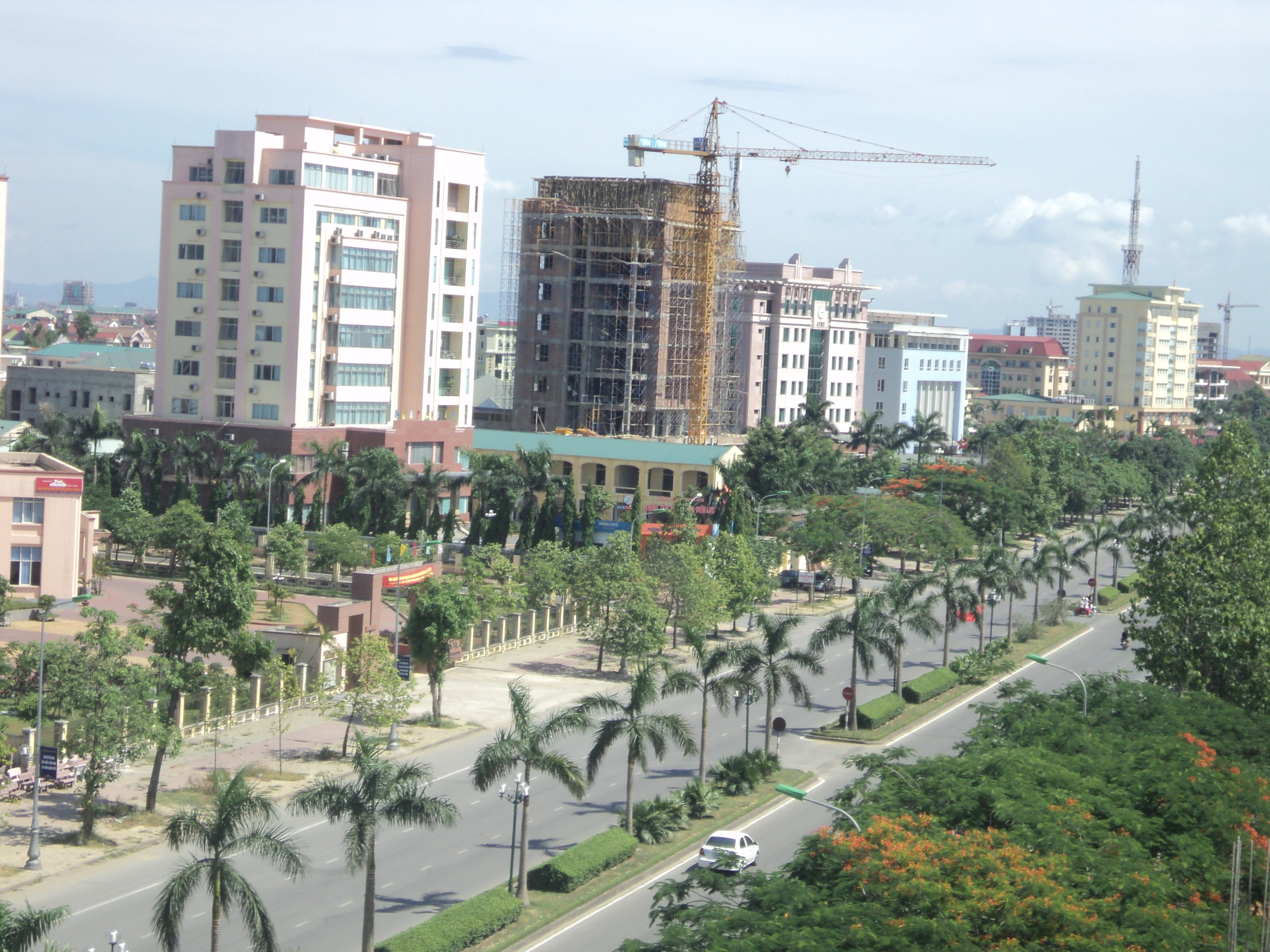
Avenida de Lenin en Vinh, Vietnam.

## Historia
Vinh fue originalmente conocida como Ke Van. Posteriormente tuvo los siguientes nombres, sucesivamente, Ke Vinh, Vinh Giang, Vinh Doanh y Thi Vinh. Finalmente, en 1789, el nombre oficial paó a ser simplemente Vinh, probablemente bajo influencia europea. El nombre ha seguido siendo el mismo desde entonces.
En varias ocasiones, Vinh ha sido de gran importancia militar y político. La nación vietnamita se inició en el norte, y sólo gradualmente fue expandiéndose hasta cubrir sus territorios actuales. Así, a veces Vinh fue considerado una "puerta de entrada al sur". 
Durante la dinastía Tay Son (1788 - 1802) se pensó establecer la corte en Vinh. Pero dada la corta duración de la dinastía estos planes no llegaron a concretarse. Durante la dominación francesa de Indochina, la ciudad se convirtió en un centro industrial y manufacturero. Las diferentes guerras, primero contra el dominio galo y posteriormente la civil y la guerra contra los Estados Unidos hicieron que gran parte de Vinh fuera destruida.
La ciudad de Vinh tuvo importantes monumentos históricos, en particular, una antigua ciudadela. A lo largo de los años, sin embargo, estos sitios han sido dañados por las guerras. En la década de 1950, los combates entre las potencias coloniales francesas y las fuerzas del Viet Minh, de la resistencia destruyeron gran parte de la ciudad, y posteriormente sufrió los bombardeos de la aviación norteamericana. Por ello muy poco de la ciudad original ha perdurado hasta nuestros días. Para la reconstrucción de Vinh se ha hecho siguiendo el modelo arquitectónico y urbanístico del comunismo, con grandes avenidas y edificios tipo soviético sin ningún valor estético.

## Sitios de interés
Destacan como atracciones turísticas el Templo de Hong Son y la Montaña Quyet. El templo de Hong Son es uno de los pocos grandes templos que logró permanecr abierto por las autoridades comunistas después de la guerra, y en él se lleva a cabo un importante festival el día número 20 del octavo mes lunar. La montaña Quyet, que se encuentra al lado de Vinh, es una zona de esparcimiento de la ciudad, con un ascenso en escalera de cuatrocientos metros hasta la cumbre. Desde la cima, se puede contemplar el conjunto de Vinh, junto con el río y las tierras agrícolas que la rodean. La montaña está cubierta de pinos, aunque el bosque aún no está completamente recuperado de su destrucción por los bombardeos durante la guerra. Otros lugares de interés incluyen el museo soviético Nghe Tinh (en conmemoración de los levantamientos de Nghe Tinh contra los franceses en la década de 1930) y el Cua Lo Beach Resort (un destino popular para los ciudadanos de Hanói). Cua Lo es una de las mayores extensiones de playa de arena fina blanca con sus ricos turistas culinarios se centran en productos del mar mariscos.

## Tráfico
Vinh City se encuentra en el tráfico principal norte - sur en la carretera, ferrocarril, vía fluvial y de las vías respiratorias, que ocupan puestos clave en el transporte por carretera en el país de norte a sur y viceversa. También es muy favorable para el intercambio económico - la cultura en la región e internacionalmente.
Estación de Vinh es la segunda más grande central (estación # 1 con Ga Da Nang) y el ferrocarril importante Norte-Sur de Vietnam, Hanói desde la estación de tren 319 kilómetros, o alrededor de 5 horas y media en tren al acelerar el carril actual. De acuerdo con los materiales ferroviarios franceses también almacenados, estación de Vinh se inicia oficialmente la construcción en el segundo trimestre de 1900. Se trata de un ferrocarril en Indochina por el Gobierno francés invirtió cerca de 200 millones para construir FRANCIA La construcción tiene como objetivo la explotación colonial. Actualmente, bajo el ferrocarril de pasajeros la estación de Vinh Compañía Hanoi. Todos los trenes se detendrán a escoger a través de Vietnam y los huéspedes que regresan. Aparte de los trenes de la Reunificación, hay trenes de cercanías procedentes del norte de Vinh ir tan NA1, NA2 y Central es VQ1, vq2. estación de Vinh es la primera estación y sólo bajo la Corporación de Ferrocarriles de Vietnam por el que se invirtieron sistema de maniobra de buques se centra Domino 70-E de Siemens (Alemania).
Sistemas fluviales de todo el este y el oeste al sur de la ciudad son las condiciones favorables para los intercambios económicos con los distritos. Lam canción tiene una profundidad de 2 - 4 m con el puerto de Ben Thuy es una larga región central del norte del puerto de carga tiene la capacidad de enviar 2000 toneladas de accesibilidad conveniente. En el futuro, cuando la ciudad Cua Lo anexado en la ciudad de Vinh, el puerto de aguas profundas de Cua Lo, con una capacidad de 3 millones de toneladas / año (que se eleva a 5 000 000 de toneladas / año en 2015, 17 millones de toneladas / año 2020) es un puerto importante en el sistema portuario nacional contribuirá al desarrollo económico de la ciudad en el comercio por vía marítima.
Vinh es un aeropuerto internacional ubicado en la región central de Vietnam. En la actualidad, desde los aeropuertos de Vinh es la ruta directa que conecta ida y vuelta Vinh con ciudades como Ho Chi Minh, Hanói, Da Nang, Buon Ma Thuot, Da Lat, Nha Trang, Pleiku y Vientián mantas (Laos) a una frecuencia de 30 veces el vuelo de despegue / día, debido a las líneas aéreas asociadas: Vietnam Airlines, Jetstar Pacific Airlines y operadores VietJet aire. El número de turistas en 2015, fue de 1,4 millones de pasajeros.
En un futuro cercano, el aeropuerto se actualizará a la moderna y abrir una serie de rutas nacionales e internacionales nuevos, como Vinh - noreste de Tailandia, Vinh - Singapur, Vinh - Corea, Vinh - Taipéi… Después de eso, el gobierno tiene previsto ampliar el aeropuerto a aeropuerto internacional de Vinh gran escala, rutas abiertas a china, Japón, Asia oriental y otros países. Nueva terminal de pasajeros del aeropuerto de Vinh también completado y puesto en uso con una capacidad de 2,5-3 millones / año.
De fecha 16/1/2015, el primer ministro firmó una decisión adicional aeropuerto de Vinh a la red de planificación de aeropuertos internacionales en el país, reconocido y publicado aeropuerto Vinh al aeropuerto.

## Personajes ilustres
- Hồ Chí Minh

- Datos: Q33428
- Multimedia: Vinh / Q33428
- Guía turística: Vinh